# EGFL8
EGFL8 (англ. EGF like domain multiple 8) – білок, який кодується однойменним геном, розташованим у людей на 6-й хромосомі. Довжина поліпептидного ланцюга білка становить 293 амінокислот, а молекулярна маса — 32 262.
| 10         |  | 20         |  | 30         |  | 40         |  | 50         |
| ---------- |  | ---------- |  | ---------- |  | ---------- |  | ---------- |
| MGSRAELCTL |  | LGGFSFLLLL |  | IPGEGAKGGS |  | LRESQGVCSK |  | QTLVVPLHYN |
| ESYSQPVYKP |  | YLTLCAGRRI |  | CSTYRTMYRV |  | MWREVRREVQ |  | QTHAVCCQGW |
| KKRHPGALTC |  | EAICAKPCLN |  | GGVCVRPDQC |  | ECAPGWGGKH |  | CHVDVDECRT |
| SITLCSHHCF |  | NTAGSFTCGC |  | PHDLVLGVDG |  | RTCMEGSPEP |  | PTSASILSVA |
| VREAEKDERA |  | LKQEIHELRG |  | RLERLEQWAG |  | QAGAWVRAVL |  | PVPPEELQPE |
| QVAELWGRGD |  | RIESLSDQVL |  | LLEERLGACS |  | CEDNSLGLGV |  | NHR        |

A: Аланін

C: Цистеїн

D: Аспарагінова кислота

E: Глутамінова кислота

F: Фенілаланін

G: Гліцин

H: Гістидин

I: Ізолейцин

K: Лізин

L: Лейцин

M: Метіонін

N: Аспарагін

P: Пролін

Q: Глутамін

R: Аргінін

S: Серин

T: Треонін

V: Валін

W: Триптофан

Білок має сайт для зв'язування з іоном кальцію. 
Секретований назовні.